# Jean Douarinou (Rennfahrer)
Jean Clet Armand Douarinou (* 20. Dezember 1887 in Pont-Croix; † 22. Oktober 1939 in La Garenne-Colombes) war ein französischer Autorennfahrer.

## Karriere
Jean Douarinou war in den 1920er-Jahren zweimal beim 24-Stunden-Rennen von Le Mans am Start. Beim Debütrennen 1923 pilotierte er gemeinsam mit seinem Landsmann Maurice Cappé einen Georges Irat 4/A3 an die sechzehnte Stelle der Gesamtwertung. 1924 endete die Fahrt nach 42 Runden durch technischen Defekt.

## Statistik

### Le-Mans-Ergebnisse
| Jahr | Team                        | Fahrzeug          | Teamkollege      | Platzierung | Ausfallgrund |
| ---- | --------------------------- | ----------------- | ---------------- | ----------- | ------------ |
| 1923 | Automobiles Georges Irat    | Georges Irat 4/A3 | Maurice Cappé    | Rang 16     |              |
| 1924 | Automobiles Georges Irat SA | Georges Irat 4/A3 | Pierre Malleveau | Ausfall     | Unfall       |